# Bathyraja maccaini
La raya MaCain (Bathyraja maccaini) es una especie de pez del orden de los Rajiformes la familia de los Arhynchobatidae.

## Morfología
machos 120 cm de longitud total.

## Reproducción
Su reproducción es ovípara, puede alcanzar un tamaño máximo de aproximadamente 120 cm de longitud total (LT). 

## Hábitat
Es un pez marino de clima polar (60°S-68°S) y demersal que vive entre 167 y 500 m de profundidad.

## Distribución geográfica
Se encuentra distribuida de manera irregular en el Océano Austral, frente a la Antártida y en la meseta de Kerguelen.

## Observaciones
Es inofensivo para los humanos.